# Trofeo della Coppa America di calcio
Il trofeo della Coppa America (sp. e port. Copa América) di calcio è il premio assegnato alla Nazionale vincitrice dell'omonimo torneo.

## Caratteristiche
Il trofeo fu realizzato nel 1916 dalla gioielleria Escasany di Buenos Aires per un costo di 3.000 franchi svizzeri dell'epoca e fu donata alla CONMEBOL dal Ministero degli Esteri argentino.

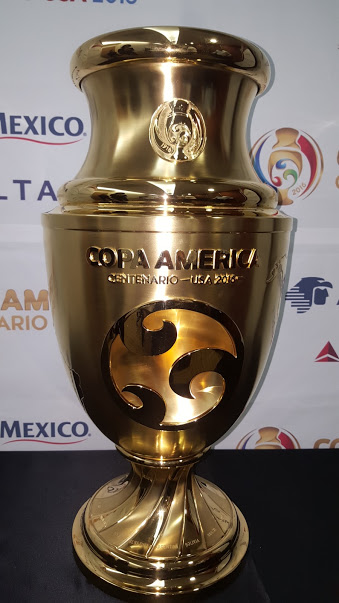
Il trofeo d'oro del centenario assegnato al Cile campione del SudAmerica nel 2016 Copa América Centenario.

La coppa è alta 75 cm, ha un diametro di 30 cm ed è fissata a una base in legno; il suo peso è di circa 9 kg. Il supporto in legno, strutturato in tre anelli di diverso diametro posizionati l'uno sopra l'altro, riporta delle piccole targhette dorate recanti i vincitori di ciascuna edizione, con anno, nome del vincitore e stemma della sua Federazione calcistica.
Dal 2011 il supporto in legno presenta quattro anelli di diverso diametro dove sono presenti piccole targhette d'oro che riportano l'anno della nazionale vincitrice.
La coppa fu messa in palio per la prima volta in occasione della seconda edizione del torneo, nella prima edizione il trofeo assegnato al vincitore fu la "Copa Murature". La prima Nazionale a vincere il trofeo fu l'Uruguay. 
In occasione dell'edizione del centenario è stato conferito un nuovo trofeo ai vincitori. La nuova coppa è stata mostrata il 4 luglio 2015 durante la finale della Copa América 2015. È stata realizzata ispirandosi alla versione originale, placcata in oro all'esterno, presenta la mappa del continente Americano e lo stemma della CONMEBOL e della CONCACAF, con l'interno in argento. Il trofeo pesa circa 7,1 kg ed è alto 61 cm.